# Boboliczki
Boboliczki [pronunciación en polaco: /bɔbɔˈlit͡ʂki/] (alemán: Neu Bublitz) es un pueblo en el distrito administrativo de Gmina Bobolice, dentro del Distrito de Koszalin, Voivodato de Pomerania Occidental, en el noroeste de Polonia. Se encuentra aproximadamente 6 kilómetros al norte de Bobolice, 33 kilómetros al sudeste de Koszalin, y 147 kilómetros al noreste de la capital regional, Szczecin.
El pueblo tiene una población de 120 habitantes.